# Wonderkind

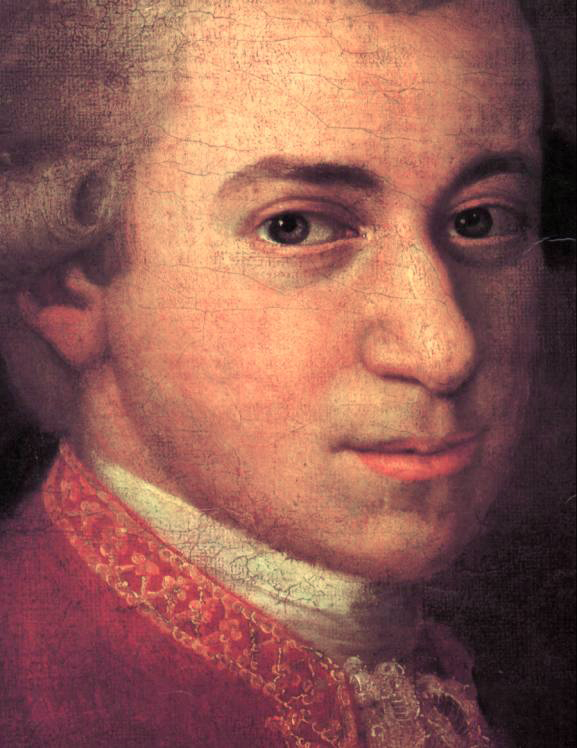
Mozart begon op zeer jonge leeftijd met het componeren van muziek.

Als wonderkind wordt in het algemeen een kind beschouwd, dat op enig gebied van kunst, wetenschap of sport op jonge tot zeer jonge leeftijd in het algemeen publiekelijk heeft aangetoond over bijzondere vermogens te beschikken, die men bij een dergelijke leeftijd nog niet zou verwachten. Daarmee is overigens geenszins aangetoond dat een dergelijk kind ook hoogbegaafd zou zijn.
Veel wonderkinderen zijn commercieel gebruikt dan wel uitgebuit zonder er zelf veel beter van te worden.

## Geheugencapaciteit van wonderkinderen
PET-scans die werden uitgevoerd op diverse wiskundige wonderkinderen wijzen in de richting dat deze wonderkinderen vooral gebruikmaken van langetermijngeheugen. Dit type geheugen, gerelateerd aan een expertisegebied, kan relevante informatie voor langere tijd vasthouden, bijvoorbeeld enkele uren. Bijvoorbeeld zijn er ervaren obers die bestellingen van 20 gasten kunnen onthouden, maar in het herkennen van getallenreeksen niet beter presteren dan de gemiddelde proefpersoon. De PET-scans geven ook aan in welke delen van het brein het manipuleren van getallen plaatsvindt.
Een proefpersoon was als kind niet buitengewoon goed in wiskunde, maar hij leerde zichzelf algoritmes en trucs aan waarmee hij zeer complexe wiskunde kon bedrijven. In zijn hersenen bleken zich specifieke gebieden te bevinden die hij daarbij gebruikte. Hij maakte onder meer gebruik van de sectoren waar het visuele en ruimtelijke geheugen zich bevindt. Ook gebruikte hij een gebied van de hersenen dat gezien wordt als het gebied van het "op de vingers tellen" door kinderen, vermoedelijk werd dit gebied door hem gebruikt om getallen te koppelen aan de visuele cortex.

## Wetenschap
- Avicenna
- Paul Erdős
- Leonhard Euler
- Hugo de Groot
- Kim Ung-yong
- Blaise Pascal
- Srinivasa Aaiyangar Ramanujan
- William James Sidis
- Stephen Wolfram

## Schaken
- Étienne Bacrot
- David Baramidze
- Bu Xiangzhi
- José Raúl Capablanca
- Magnus Carlsen
- Fabiano Caruana
- Bobby Fischer
- Anish Giri
- David Howell
- Gata Kamsky
- Sergej Karjakin
- Garri Kasparov
- Joeri Koezoebov
- Humpy Koneru
- Aleksandra Kostenjoek
- Kateryna Lahno
- Péter Lékó
- Hikaru Nakamura
- Illja Nyzjnyk
- Judit Polgár
- Susan Polgar
- Roeslan Ponomarjov
- Teimour Radjabov
- Samuel Reshevsky
- Javokhir Sindarov
- Wei Yi
- Hou Yifan

## Muziek
- Frédéric Chopin
- Erich Wolfgang Korngold
- Franz Liszt
- Wolfgang Amadeus Mozart